# Michał Żurawski (aktor)
Michał Żurawski (ur. 2 lipca 1979 w Zabrzu) – polski aktor teatralny, filmowy, telewizyjny, radiowy i dubbingowy. Brat aktora Piotra Żurawskiego.

## Życiorys

### Wczesne lata
Urodził się w Zabrzu w rodzinie pochodzenia żydowskiego i tatarskiego. Jego ojciec, Janusz Żurawski, był zapaśnikiem. Rodzina jego matki pochodziła ze Śląska, a ojca – z Kresów. Jego młodszy brat Piotr (ur. 14 października 1985) został też zawodowym aktorem. Wychował się w tradycji katolickiej, a jako 15-latek zaczął się interesować innymi kulturami i religiami, w tym buddyzmem.
W latach 1994–1998 uczęszczał do IV Liceum Ogólnokształcącego im. Marii Skłodowskiej-Curie w Chorzowie. Jego talent aktorski ujawnił się w trakcie nauki w liceum podczas organizowanego corocznie Tygodnia Kulturalnego, gdzie brał udział w przedstawieniach teatralnych i kabaretach przygotowywanych przez uczniów. Choć planował studiować na Akademii Sztuk Pięknych w Krakowie, ostatecznie podjął studia w Akademii Teatralnej w Warszawie, które ukończył w 2002.

### Kariera

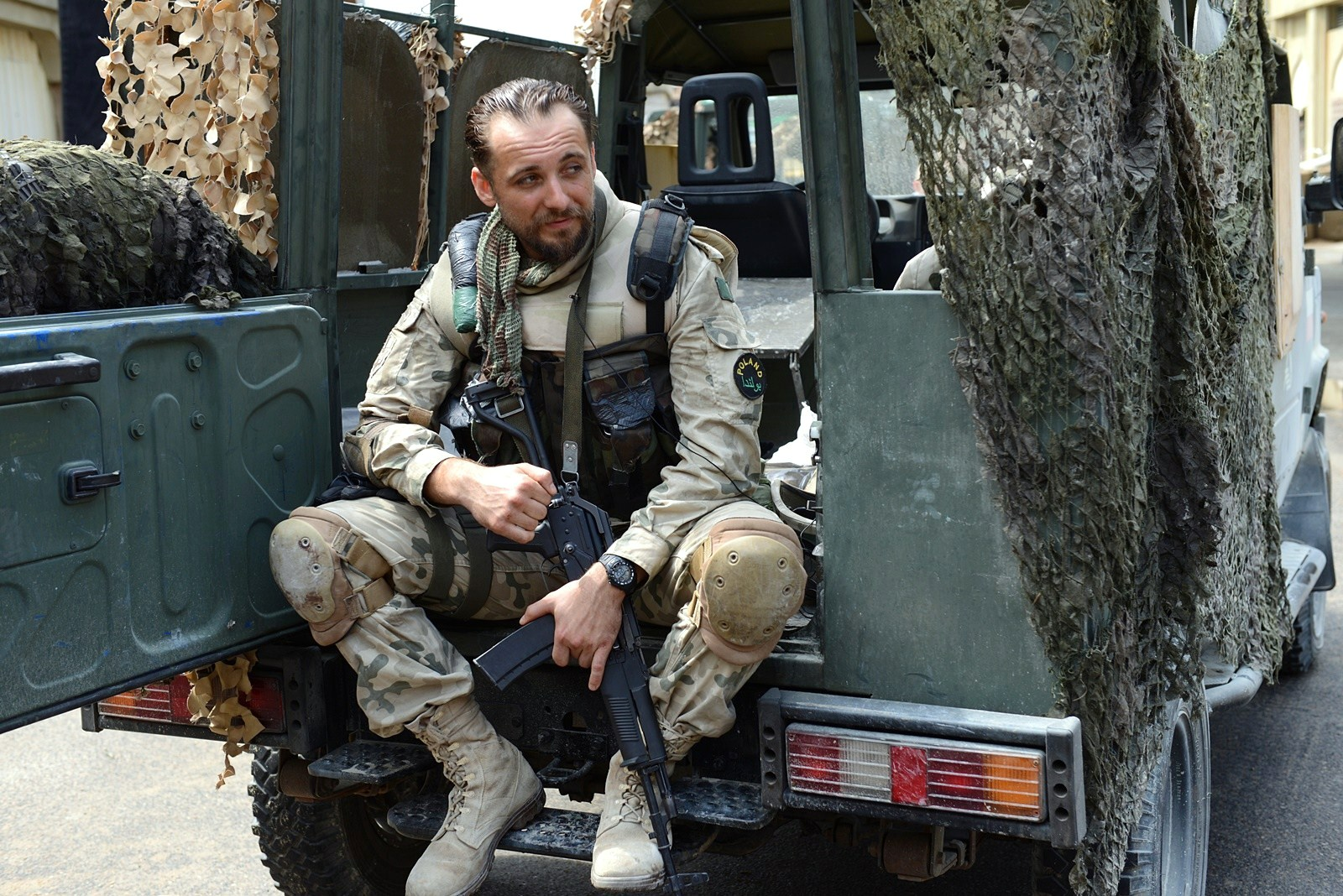
Żurawski na planie filmu Karbala (2014)

Podczas studiów zadebiutował na profesjonalnej scenie warszawskiego Teatru Narodowego jako jeden z chóru w sztuce Arystofanesa Żaby (2002) w reżyserii Zbigniewa Zamachowskiego. Następnie wystąpił w Teatrze Rozmaitości w Warszawie w przedstawieniach: Made in China Marka O’Rowe’a (2002) w reż. Redbada Klynstry w roli Paddy’ego, Electronic City Falka Richtera (2003) w reż. Redbada Klynstry u boku Piotra Ligienzy, Zszywanie Anthony’ego Neilsona (2004) w reż. Anny Augustynowicz jako Stu oraz 2007: Macbeth (2005) wg tragedii Williama Shakespeare’a w reż. Grzegorza Jarzyny w roli Macduffa.
Brał udział w spektaklach Teatru Telewizji: Hamlet (2004) w reż. Łukasza Barczyka w roli Marcellusa, Teorban Christiana Siméona (2009) w reż. Marii Zmarz-Koczanowicz jako Michel i Kontrym Marka Pruchniewskiego (2011) w reż. Marcina Fischera jako oficer.
Pierwszy raz na telewizyjnym ekranie wystąpił w serialu TVP2 Na dobre i na złe (2002) jako pacjent Filip Krawczyk, który został ranny podczas wybuchu gazu. W wydanym na DVD filmie fantasy Serce gór (2004) pojawił się jako Skaar. W kolejnych latach grał epizodyczne lub drugoplanowe role w popularnych serialach telewizyjnych: Samo życie (2004–2005), Egzamin z życia (2005–2007), Fala zbrodni (2006), Kryminalni (2006), Magda M. (2006–2007), Pitbull (2008), Ojciec Mateusz (2009, 2014), Czas honoru (2013) i Strażacy (2015–2016). W niezależnym filmie Dominika Matwiejczyka Czarny (2008) został zaangażowany do roli tytułowej. Następnie zagrał w filmach: W ciemności (2011), Kac Wawa (2011), Jeziorak, Miasto 44 (2014), Karbala (2015) i Jestem mordercą (2016), 53 wojny (2018), (Nie)znajomi (2019) i Chrzciny (2020).
W Teatrze Polskiego Radia wystąpił w słuchowiskach: Ogień Marka Harny’ego (2013) w reż. Marka Wortmana jako Józef Kuraś, ps. Ogień, Rodzina, czyli Uczynki miłosierne Pawła Sali (2015) jako Adam oraz Front Krzysztofa Bizia (2018) w reż. Waldemara Modestowicza jako Mężczyzna 1 oraz Anna Karenina Lwa Tołstoja (2019) w reż. Katarzyny Michałkiewicz jako Aleksiej Wroński.
W 2016 w parze z Ludwikiem Borkowskim zwyciężył w finale pierwszej edycji programu Azja Express w TVN.
W serialu TVP1 Bodo (2016) został obsadzony jako Karl von Stein Kawetzky, agent Reri (Patricia Kazadi). W serialu produkcji Canal+ Kruk. Szepty słychać po zmroku (2018) i jego kontynuacji Kruk. Czorny woron nie śpi (2021) w reż. Macieja Pieprzycy wcielił się w tytułową postać inspektora łódzkiego wydziału kryminalnego Adama Kruka. Status gwiazdy przyniosła mu rola żydowskiego boksera Jakuba Szapiro, marzącego o tytule „króla Warszawy” w serialu kryminalnym Canal+ Król (2020) w reżyserii Jana P. Matuszyńskiego na podstawie powieści Szczepana Twardocha pod tym samym tytułem.

## Życie prywatne
10 kwietnia 2010 poślubił aktorkę Romę Gąsiorowską, z którą ma syna Klemensa i córkę Jadwigę. Gąsiorowska w 2024 potwierdziła rozstanie z mężem. Żurawski ma też syna Leona z poprzedniego związku.
Jest kibicem Ruchu Chorzów.

## Filmografia

### Obsada
- 2002–13: Na dobre i na złe jako Filip Krawczyk (odc. 117–20); Leszek Wawrzyniak (542)
- 2003–2005: Samo życie jako pacjent[15] (2003) i jako człowiek „Mecenasa” (2005)
- 2003: Zaginiona jako członek krakowskiej brygady antyterrorystycznej (odc. 7)
- 2003–2011: Na Wspólnej jako pacjent
- 2004: Serce gór jako Skaar
- 2004: Rh+ jako policjant
- 2004: Dziupla Cezara jako Paweł (odc. 5)
- 2005: Oda do radości jako ochroniarz Waldek, chłopak Agi
- 2005–2006: Kryminalni jako Sebastian Czajka, diler (odc. 25); Krzysztof Mrowiński (o. 51)
- 2005–2007: Egzamin z życia jako Rafał Jachoda, szef agencji modelek
- 2005: Dziki 2: Pojedynek jako „Czyściciel” (odc. 1)
- 2006–2007: Magda M. jako Andrzej Grabski, psychoterapeuta, współpracownik fundacji
- 2006–2007: Królowie śródmieścia jako architekt Dominik
- 2006: Fala zbrodni jako Marek Surmacz, były partner Nadii (odc. 70)
- 2007: Odwróceni jako policjant Jan Zagórski (odc. 5−6, 11)
- 2007: Ekipa jako borowiec Artur
- 2008: Związek na odległość jako Paweł
- 2008: Twarzą w twarz jako Marcin Sikorski[16]; jako Robert Szyszkiewicz[17]
- 2008: Pitbull jako podkomisarz Robert Nimski „Łapka”
- 2008: Mała wielka miłość jako ochroniarz hotelowy (odc. 2)
- 2008: Czarny jako Czarny
- 2009: Zero jako kochanek żony prezesa
- 2009: Taras Bulba jako Wojciech
- 2009: Sprawiedliwi jako Henryk Latejner (odc. 1, 4−5)
- 2009–14: Ojciec Mateusz jako Jerzy Rozwadowski (odc. 27); Dmitrij Dadajew (odc. 144)
- 2009: Lunatycy jako Bartek, chłopak Kamy
- 2009: Londyńczycy 2 jako Alek Nawrocki, pracownik opieki społecznej
- 2009: Janosik. Prawdziwa historia jako podoficer
- 2009: Janosik. Prawdziwa historia jako podoficer
- 2009: 39 i pół jako policjant (odc. 32)
- 2010−2011: Ludzie Chudego jako podkomisarz Łukasz Łukaszewicz „Lukas”
- 2010: 1920. Wojna i miłość jako Aleksander Sribielnikow
- 2011: Los numeros jako szef bandytów
- 2011: W ciemności jako Bortnik
- 2011: Być jak Kazimierz Deyna jako „Travolta”
- 2012: Kac Wawa jako Tomek
- 2012: Przepis na życie jako Antoine Duchamp (sezon III, odc. 11–13)
- 2013: Prawo Agaty jako Szymon Rozbicki (odc. 30)
- 2013: Komisarz Alex jako Tomasz Gut (odc.32); Arkadiusz Krawczak (odc.117)
- 2013: Głęboka woda jako Marcin, partner Urszuli (odc. 19)
- 2013: Czas honoru jako Adam Jabłoński
- 2014: Miasto 44 jako „Czarny”
- 2015: Karbala jako sierżant Waszczuk „Starszy”
- 2015: Ambasador nadziei jako Nyiszli
- 2015–2016: Strażacy jako Dario, radiowiec jednostki
- 2016: Kochaj! jako policjant Marek
- 2016: Jestem mordercą jako Marek
- 2016: Bodo jako Karl von Stein Kawetzky, agent Reri
- 2017: Volta jako „Dycha”
- 2017, 2019: Ultraviolet jako Tomasz Molak
- 2017: Dzikie róże jako Andrzej
- 2017–2018: Druga szansa jako Piotr Marczak
- 2018, 2021–2023: Kruk jako Adam Kruk
- 2018: 53 wojny jako Witek, mąż Anny
- 2018: Chyłka – Zaginięcie jako Dawid Szlezyngier
- 2019: Ikar. Legenda Mietka Kosza jako Tomek
- 2019: (Nie)znajomi jako Czarek
- 2020: Kod genetyczny jako Jacek Starzyński
- 2020: Chrzciny jako Tadeusz, syn Franciszki
- 2020: Król jako Jakub Szapiro
- 2021: Żeby nie było śladów jako pułkownik Kmiecik
- 2021: Chrzciny jako Tadeusz, syn Marianny
- 2022: Szczęścia chodzą parami jako Brunon
- 2022: Strzępy jako Adam Paterok
- 2022: Nie cudzołóż i nie kradnij jako Jerzy Bagiński
- 2024: Drużyna A(A) jako Leszek
- 2024: Grzechy sąsiadów jako Piotr Nowodworski
- 2024: Czerwone maki jako gen. Władysław Anders
- 2024: Bokser jako Edwin Czernecki, ojciec Jędrzeja
- 2024: Za duży na bajki 2 jako Krzysztof, ojciec Waldka
- 2024: Lady Love jako porucznik Witold Kamiński

### Dubbing
- 2014: Powstanie warszawskie jako Karol
- 2017: Thor: Ragnarok jako Korg
- 2018: Han Solo: Gwiezdne wojny – historie jako Lando Calrissian
- 2019: Avengers: Koniec gry jako Korg
- 2020: Jedyny i niepowtarzalny Ivan – Ivan
- 2022: Thor: Miłość i grom jako Korg